# Rana kukunoris
Espèce
Synonymes
- Rana amurensis kukunoris Nikolskii, 1918

Statut de conservation UICN

 LC  : Préoccupation mineure
Rana kukunoris est une espèce d'amphibiens de la famille des Ranidae.

## Répartition
Cette espèce est endémique du centre de la République populaire de Chine. Elle se rencontre :
- au Qinghai ;
- au Gansu ;
- dans le nord-ouest du Sichuan ;
- dans l'est de la Région autonome du Tibet.

## Étymologie
Cette espèce est nommée en référence au lieu de sa découverte, le lac Kukunor, ancien nom du lac Qinghai.

## Publication originale
- Nikolskii, 1918 : Fauna rossii i sopredel'nykh stran. Zemnovodnye, Petrograd, Russia, Russian Academy of Sciences.